# 5 Card Stud (poker)
5 Card Stud is een variant van het pokerspel. Het wordt gespeeld met reguliere handwaardes, waarin de high card het laagst haalbare is en een royal flush het hoogste (zie pokerhanden voor uitleg over reguliere kaartwaardes). Het spelverloop van 5 Card Stud komt in grote lijnen overeen met dat van 7 Card Stud, alleen bestaat een volle hand in dit spel uit twee kaarten minder.

## Spelverloop

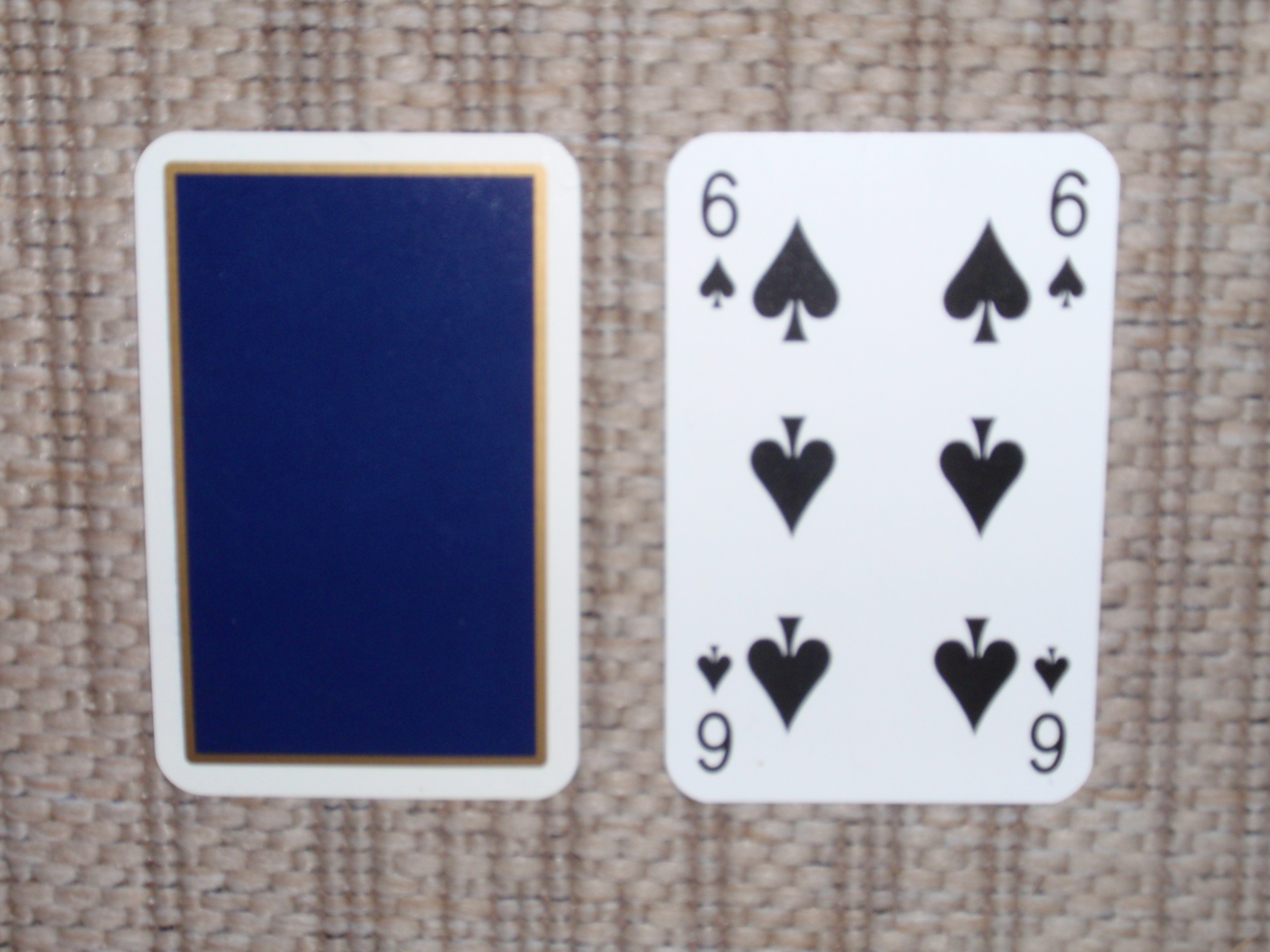
Beginhand 5 Card Stud

Bij 5 Card Stud krijgt iedere speler om te beginnen twee kaarten die alleen hij mag gebruiken. Daarvan ligt er één met de achterkant naar boven. Alleen de speler zelf mag die bekijken. De andere ligt met zijn waarde open en is ook voor tegenspelers te zien. Aan de hand hiervan bepaalt iedere deelnemer aan een 'hand' of hij zijn kaarten goed genoeg vindt om te spelen. Zo ja, dan zet hij in, verhoogt hij de inzet van een eerdere inzetter of gaat hij mee met een eerdere inzetter/verhoger (dat wil zeggen, hetzelfde aantal fiches in de pot gooien als de op dat moment hoogste inzetter). Zo niet, dan gooit hij de hand weg.
Wanneer duidelijk is wie er in de hand blijven, krijgen de overgebleven spelers ieder een voor iedereen zichtbare derde kaart. Hierna bepaalt iedere deelnemer weer of hij inzet, meegaat, verhoogt of zijn hand weggooit. Na het delen van een vierde open kaart, herhaalt zich dit opnieuw. Na het delen van een vijfde open kaart nog eens. Iedereen die dan nog aan de hand meedoet, heeft op dat moment één blinde kaart + vier zichtbare.

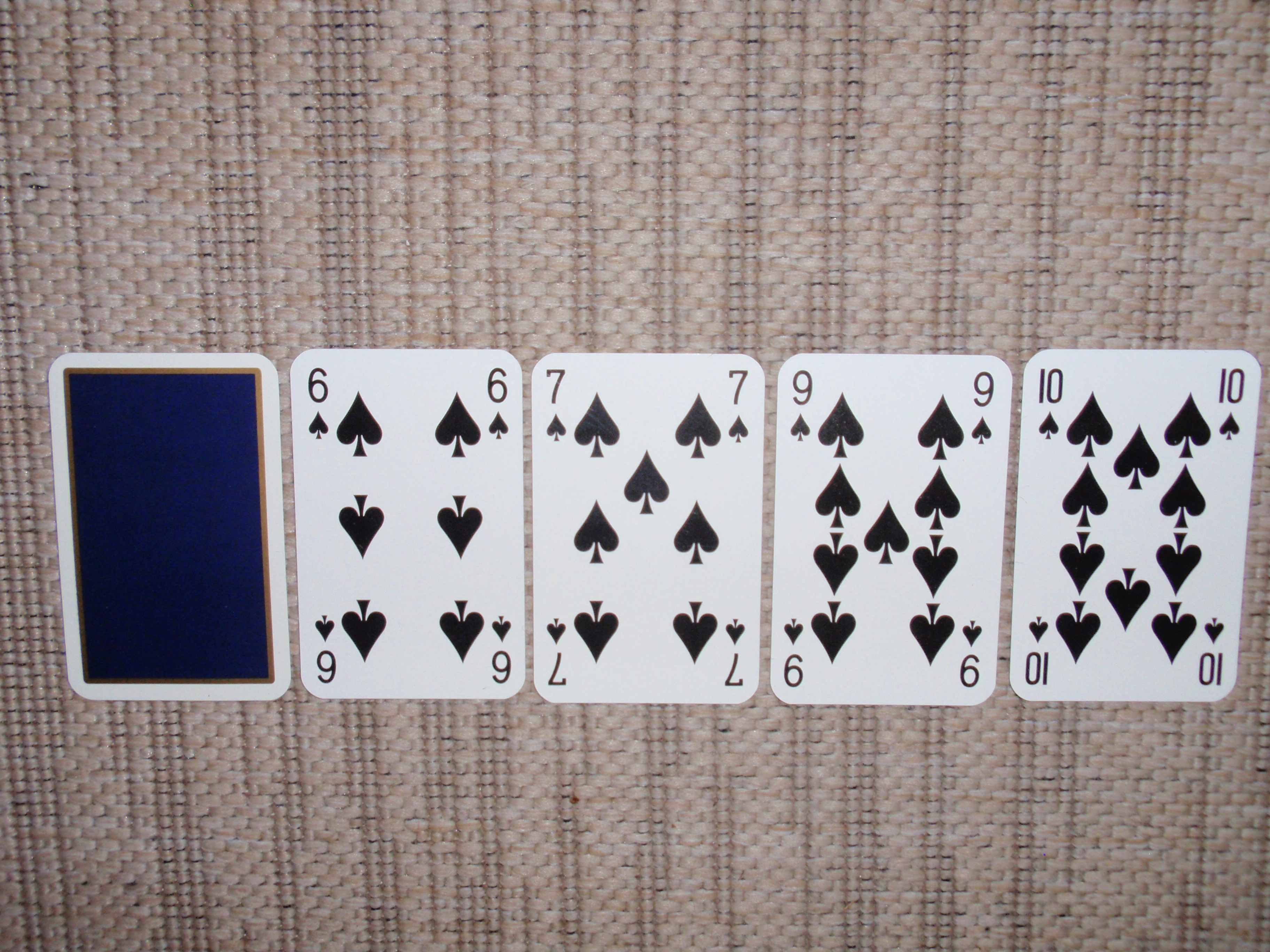
Volle hand 5 Card Stud

Wanneer een speler na het krijgen van vijf kaarten definitief denkt een betere hand te hebben dan al zijn overgebleven medespelers (of wil bluffen en doen alsof dit zo is) kan hij nog een keer inzetten, meegaan (callen) of een eerdere inzet verhogen. Wanneer een speler ervan overtuigd is dat iemand anders een betere hand heeft, mag hij zijn kaarten ook weggooien. Wanneer er ná de laatste inzetronde nog twee of meer spelers in de hand zitten, volgt de showdown. Daarin worden de kaarten getoond en wint de speler met de hoogste combinatie kaarten de pot. Voor deze combinatie gelden alle vijf de kaarten die een speler heeft gekregen.

## Handwaardes
Omdat iedere speler in 5 Card Stud maar vijf kaarten tot zijn beschikking heeft, is de winnaar in de meeste gevallen iemand die een three-of-a-kind of het hoogste paar in handen heeft. Een straight, flush of full house komt door het beperkte aantal kaarten per speler minder voor dan in de meeste andere pokervarianten.

## World Series of Poker
5 Card Stud werd in 1971 voor het eerst opgenomen in het programma van de World Series of Poker en keerde daarin terug in 1972, 1973 en 1974. Bill Boyd won het toernooi in alle vier de jaargangen. Sinds de World Series of Poker 1975 behoort 5 Card Stud niet meer tot de pokervarianten die op dit evenement worden gespeeld.

## Varianten

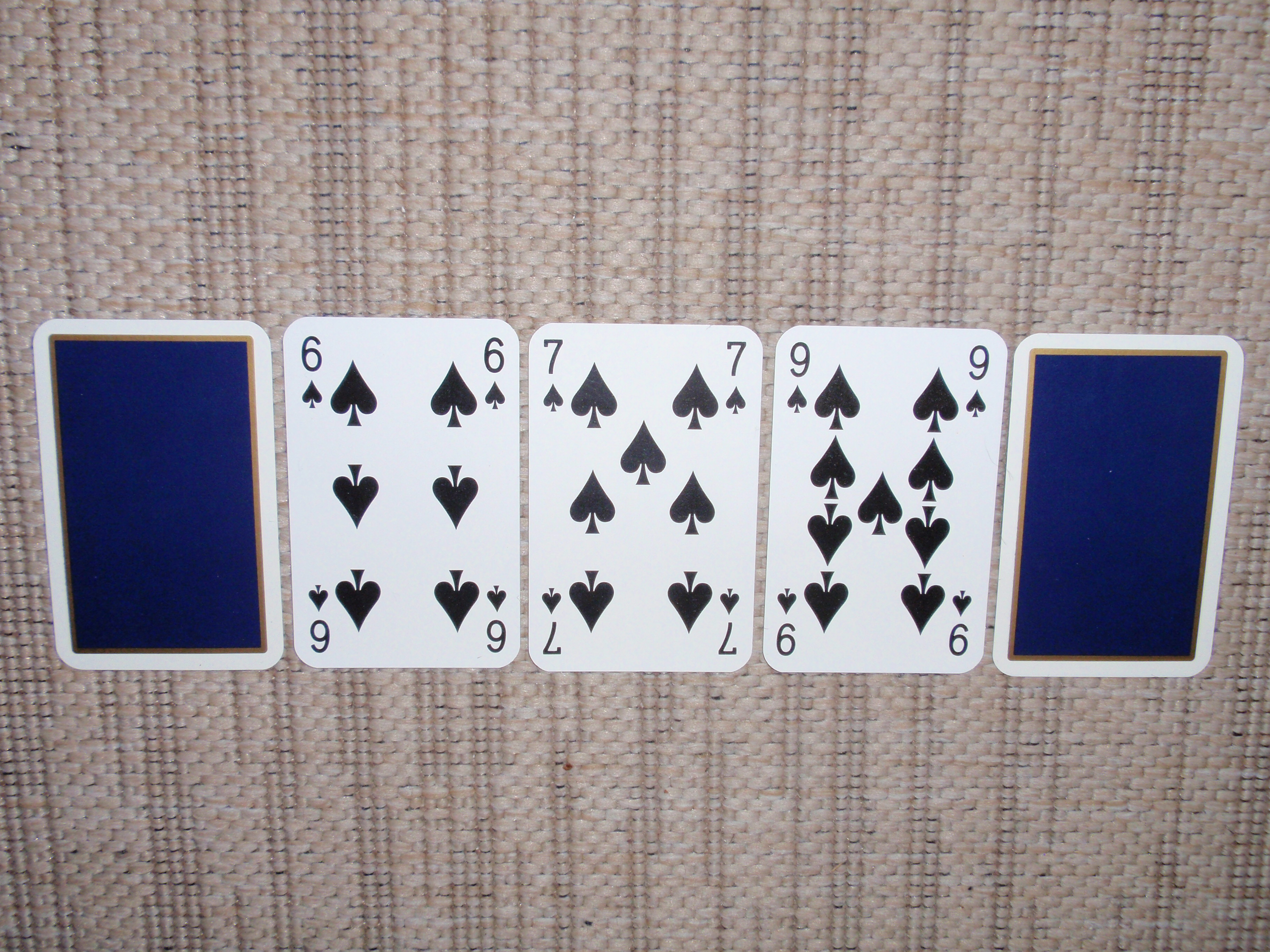
One Down, Three Up, One Down/1-3-1

Op 5 Card Stud bestaan diverse varianten. Voorbeelden hiervan zijn:
- High-Low - de pot wordt na de showdown gedeeld tussen de speler met de beste hand en die met de slechtste hand
- Canadian Stud/Scandinavian Stud/Sökö - straights en flushes zijn te maken met vier van de vijf kaarten. Deze vier-kaart-straights en -flushes hebben dezelfde waarde als de reguliere vormen daarvan, maar worden in dit spel wel verslagen door spelers met twee paren in hun hand.
- Two Down, Three up/2-3 - gelijk aan regulier 5 Card Stud, alleen begint iedere speler met twee 'blinde' kaarten
- Three Down, Two Up/3-2 - gelijk aan regulier 5 Card Stud, alleen begint iedere speler met drie 'blinde kaarten'
- One Down, Three Up, One Down/1-3-1 - gelijk aan regulier 5 Card Stud, alleen krijgt iedere speler zijn eerste én vijfde kaart blind
- Asian five-card stud - gelijk aan regulier 5 Card Stud, maar alle kaarten van 2 tot en met 6 worden vooraf uit het spel verwijderd